# Kriegerdenkmal Großwulkow

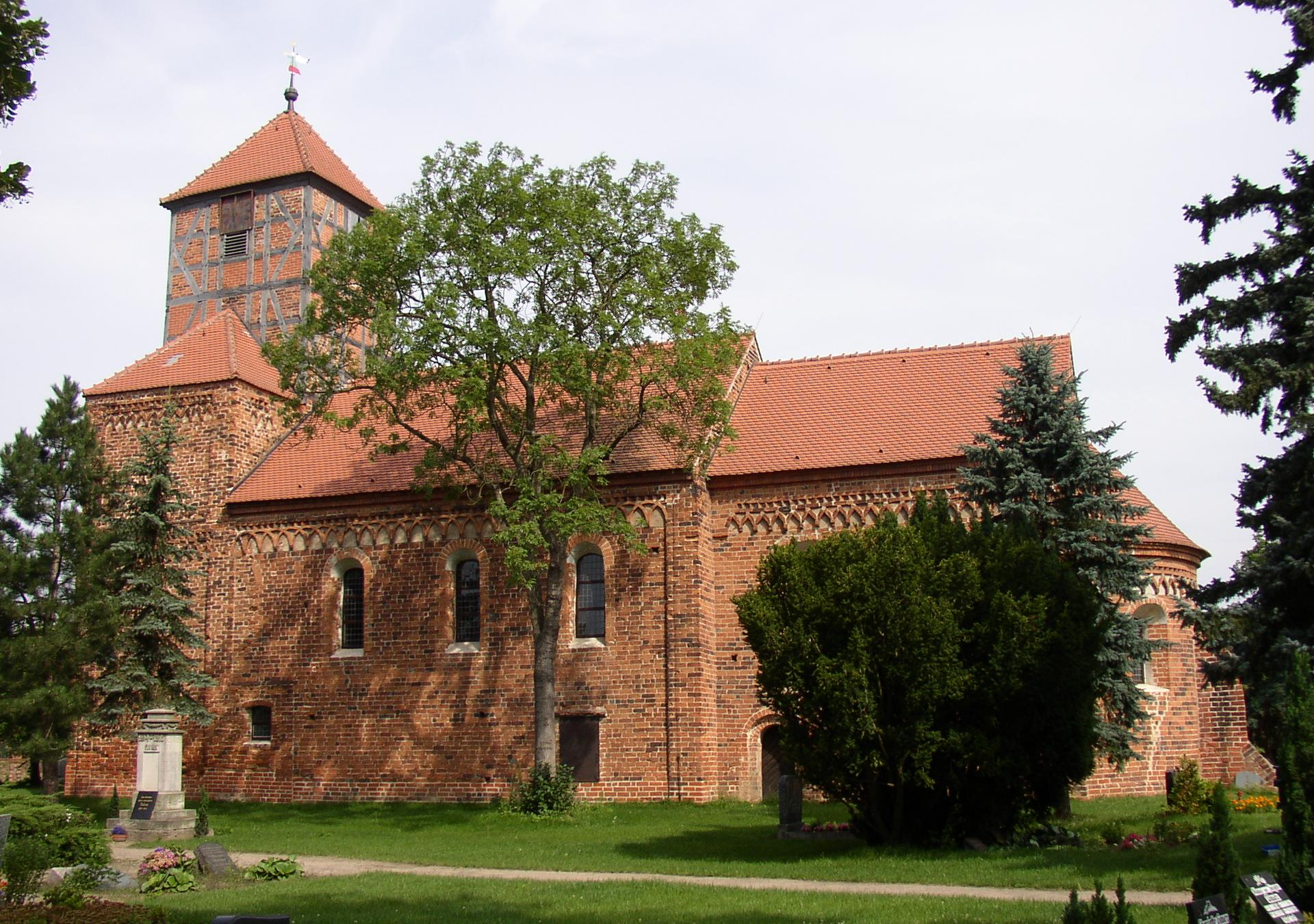
Kriegerdenkmal vor der Dorfkirche Großwulkow

Das Kriegerdenkmal Großwulkow ist ein denkmalgeschütztes Kriegerdenkmal im Ortsteil Großwulkow der Ortschaft Wulkow der Stadt Jerichow in Sachsen-Anhalt. Im örtlichen Denkmalverzeichnis ist das Kriegerdenkmal unter der Erfassungsnummer 094 86785 als Baudenkmal verzeichnet.

## Lage
Das Kriegerdenkmal von Großwulkow befindet sich auf dem Kirchgelände der Kirche von Großwulkow.

## Gestaltung
Es handelt sich um eine Stufenstele mit einer Inschrift für die Gefallenen des Ersten Weltkriegs und einer Gedenktafel für die Gefallenen des Zweiten Weltkriegs.

## Inschriften

### Erster Weltkrieg
1914 – 1918

Für uns

### Zweiter Weltkrieg
Zum Gedenken

unserer unvergessenen

Toten

1939 – 1945

## Quelle
- Gefallenen Denkmal Großwulkow Online, abgerufen am 20. Juni 2017.